# Rudolf Kühn (Architekt)
Rudolf Kühn (* 29. Juni 1886 in Pirna; † 25. Oktober 1950 in Berlin; vollständiger Name Rudolf Oskar Albert Kühn) war ein deutscher Architekt und Baubeamter.

## Leben
Kühn besuchte das Annenrealgymnasium in Dresden und nahm das Studium im Hochbau, Tiefbau und Städtebau an der Technischen Hochschule Dresden auf, das er 1909 mit Auszeichnung beendete. Es folgten 1912 eine Promotion mit der Dissertation zum Thema „Brandversicherungswesen im Königreich Sachsen“, 1914 Ernennung zum Regierungsbaumeister in Chemnitz und der Militärdienst im Ersten Weltkrieg. Danach erhielt er 1918 Anstellungen als Stadtbaurat in Altenburg (Thüringen), vom 1. Januar 1920 bis Mitte 1934 in Forst (Lausitz) und vom Juli 1934 bis Januar 1937 in Breslau, als er aus gesundheitlichen Gründen das Amt ablegte. Er war Mitglied in der Freien Deutschen Akademie des Städtebaus und seit dem 25. November 1949 im Bund Deutscher Architekten. Der konservativ und nationalistisch gesinnte Technokrat trat zum 1. Mai 1933 der NSDAP bei (Mitgliedsnummer 2.514.364). Der Kunsthistoriker Jens Lipsdorf sieht dabei Parallelen mit Albert Speer. Bis zu seinem Tod 1950 arbeitete Kühn als freier Architekt und Gutachter sowie als Mitarbeiter von Hans Scharoun in Berlin.
Als Stadtbaurat prägte Kühn das Bild der Stadt Forst zwischen 1920 und 1934 maßgeblich. In seinen Projekten verband er Funktionalität mit städtebaulicher Harmonie sowie Moderne mit der baulichen Tradition. Viele seiner Bauwerke sind am Ende des Zweiten Weltkrieges zerstört worden. Einige seiner Entwürfe sind in der Ostdeutschen Bau-Zeitung dokumentiert.

## Bauten und Entwürfe

### Forst (Lausitz)

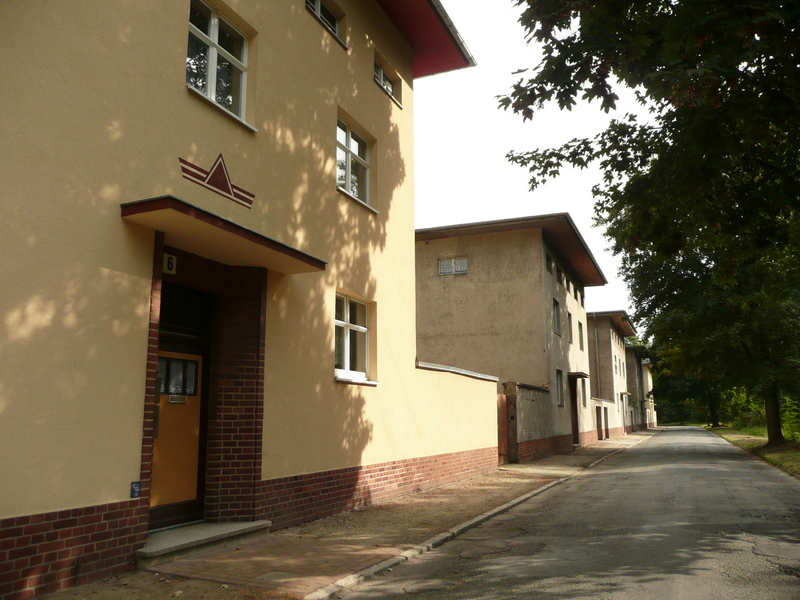
Siedlung „Jerusalem“ (An der Malxe)

- 1920: Häusergruppe Teuplitzer Straße / Scheunoer Straße (zerstört)[4]
- 1924: Entwurf einer Tuchfabrik für die Elsässisch-Badischen Wollwerke[5]
- 1924: Entwurf für den Neubau des Rathauses am Gutenbergplatz[6][7]
- 1924: Umbau der Stadtmühlenwerke, Mühlenstraße (teilweise erhalten)[8]
- 1924/1925: Neubau der Allgemeinen Ortskrankenkasse, Promenade / Gerberstraße (heute als Rathaus genutzt)[9]
- 1925: Umspannwerk („ELT-Werk“), Badestraße (1992 stillgelegt, 2007 abgerissen)[10][11]
- 1925: Stadtbad, Spremberger Straße (abgerissen?)[12]
- 1925: Entwurf für ein Beamtenwohnhaus der Firma Hohlfeld[13]
- 1927: Ausbau des Brückenkopfes in Forst-Berge, Friedrich-Ebert-Platz (heute in Polen; nach Kriegsschäden und Reparationen abgerissen)[14][15]
- 1926/1927: „Siedlung Jerusalem“, Spremberger Straße / Schwerinstraße
- 1928/1929: Krematorium, Frankfurter Straße[15][16] (Künstlerische Ausschmückung von Georg Wrba, Johannes Ernst Born und Prof. Heinrich Wedemeyer)[17]
- 1928/1929: städtisches Wohnhaus, Skurumer Straße (stark verändert)[18]
- 1928/1929: Volksküche und Säuglingsheim (seit 2009 leerstehend)[18]
- 1928: Realgymnasium, Jahnstraße[15]
- um 1930: Wohnhäuser, Kegeldamm 20–25
- 1932: Stadtrandsiedlung Forst-Berge (Mehlener Weg / Zaucheler Weg; 1947–1952 abgerissen)[19]
- 1933: Arbeitsamt (nach Kriegsschäden abgerissen)

### Lausitz
- 1929: Entwurf für ein Evangelisches Jugendheim in Weißwasser[18]
- 1929: Entwurf für ein Restaurationsgebäude in Döbern[18]

### Breslau

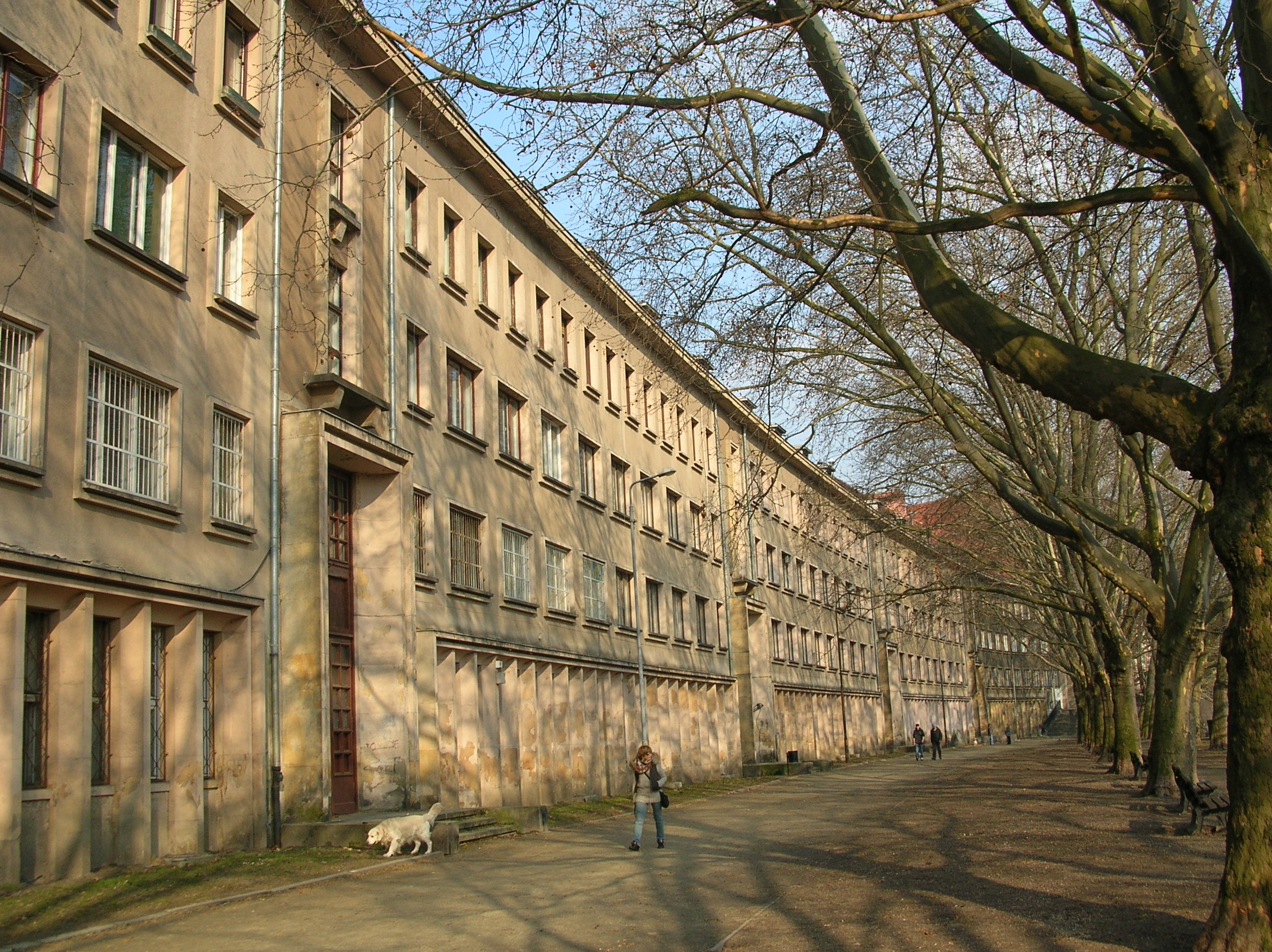
Verwaltungsgebäude am Oderkronwerk in Breslau, Uferfassade

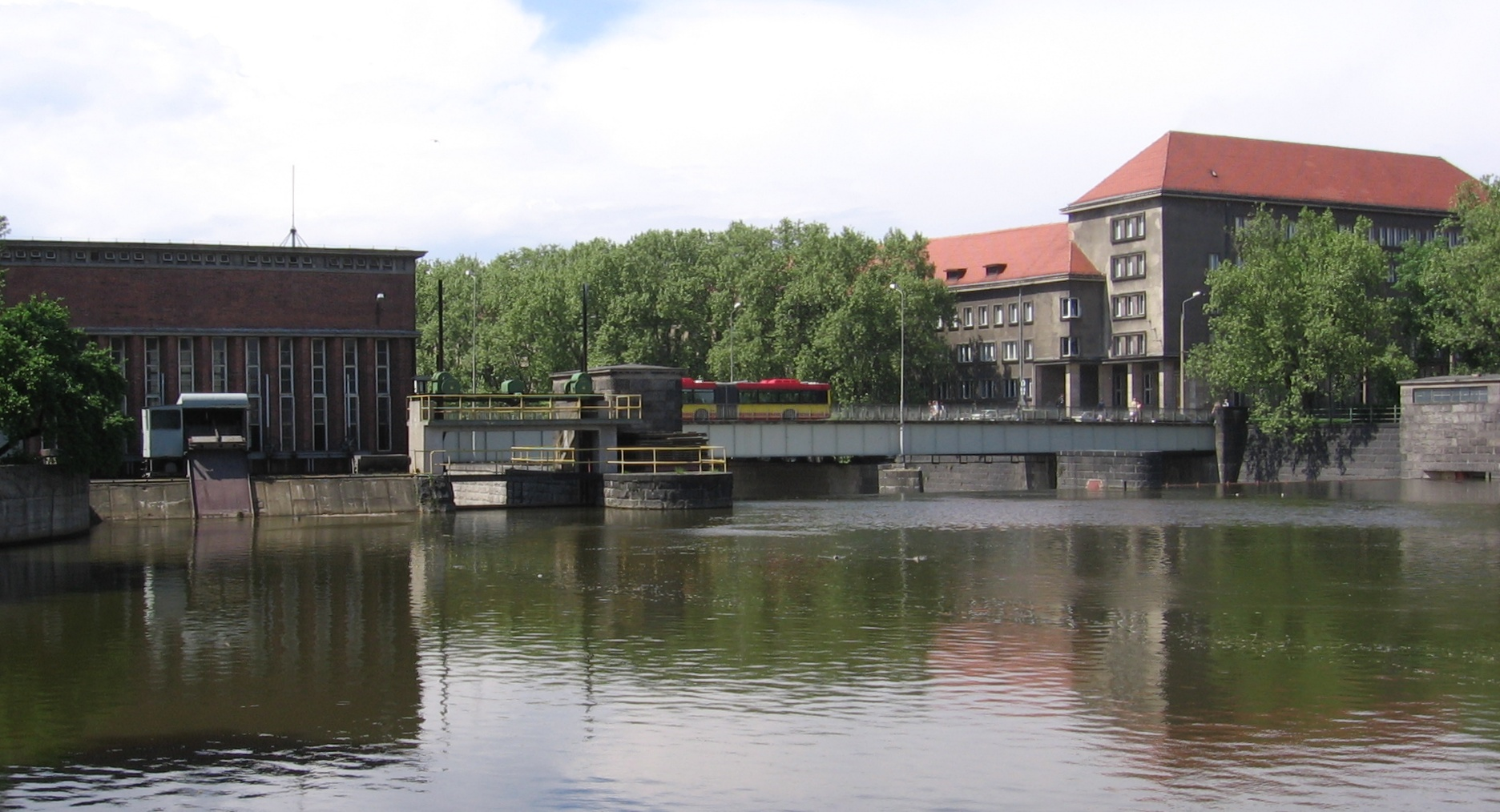
Verwaltungsgebäude an der Werderbrücke (rechts im Bild)

- 1935 bis nach 1939: Verwaltungsgebäude des Arbeits-, Finanz- und Zollamtes, Am Oderkronwerk, erhalten mit kleinen hofseitigen Erweiterungen (jetzt: Fakultäten der Universität Breslau und Staatsarchiv)
- ab 1935: städtebauliche Entwürfe für die Altstadtsanierung:
  - „Siehdichfür“-Durchbruch: Mit dem Straßendurchbruch durch den Baublock der ehem. Mälzerei „Siehdichfür“ und die Erweiterung der Großen Groschenstraße ist die Straße Siehdichfür (jetzt: ulica Widok) entstanden. Die Bebauung wurde nach den Entwürfen von Heinrich Rump und Heinz Kempfer umgesetzt.
  - Entwurf für den Ost-West-Durchbruch im Laufe der Alten Ohle, später ähnlich als Ost-West-Straße umgesetzt